# Pitópolis

Mapa con algunas de las principales colonias griegas de la Propóntide. Pitópolis se ubicaba al este de Cío.

Pitópolis (en griego, Πυθόπολις) era una antigua colonia griega de Bitinia.
Su nombre era debido a que, según la tradición, en el lugar se suicidó Soloonte, un ateniense que estaba enamorado de Antíope. Teseo, entonces, recordó un oráculo de la pitia de Delfos que le ordenaba que cuando estuviese en una expedición triste y angustiado fundase allí una ciudad y dejase a su cargo a algunos de los que le acompañasen. Por ello fundó Pitópolis y llamó al río cercano Soloonte.
En la obra De mirabilibus auscultationibus se ubica la ciudad de Pitópolis cerca del lago Ascania, a ciento veinte estadios de Cío.
Perteneció a la liga de Delos puesto que como tal aparece en un decreto ateniense del año 422/1 a. C.
Plinio el Viejo la menciona como una de las ciudades que se había ubicado en territorio de Bitinia, pero que ya no existía, al igual que Partenópolis y Corifanta.